# 藤井菜々子
藤井 菜々子（ふじい ななこ、1999年5月7日 - ）は、日本の競歩選手である。福岡県那珂川市出身。エディオン所属。

## 経歴
山口県光市で小学3年から陸上を始め、那珂川北中学校では中長距離選手だった。北九州市立高校1年から競歩に転向、2、3年時にインターハイ女子5000m競歩で連覇。
高校卒業後はエディオンに入社。2019年世界選手権の女子20km競歩で7位に入賞。
2020年3月15日、全日本競歩能美大会20km女子で優勝し東京オリンピック代表を決めた。
2021年8月6日の東京オリンピック女子20km競歩では1時間31分55秒で13位だった。
2023年世界陸上競技選手権大会の女子20キロ競歩では、1時間30分10秒で14位。
2024年2月18日の日本選手権20km競歩では、日本歴代2位の1時間27分59秒で優勝しパリオリンピック代表に決まった。
2024年パリオリンピックの陸上競技女子20キロ競歩では1時間34分26秒で32位だった。
2025年2月16日に行われた第108回日本選手権20km競歩において1時間26分33秒の日本新記録で優勝し、世界選手権代表に内定。